# Минское эхо
«Минское эхо» — ежедневная общественно-политическая и литературная газета либерально-буржуазного направления, издававшаяся в Минске в 1908—1909 годах.
Газета выходила в Минске на русском языке с 30 мая (12 июня) 1908 года по 20 сентября (3 октября) 1909 года.
В числе издателей были В. Свиты (основатель), С. Левинсон, В. Тасьман, общество «Минчанин». Редакторы — Н. Свитыч, Л. Штейнберг.
Газета выступала за буржуазно-демократические реформы, ограниченное культурно-национальное самоопределение народов, эволюционное развитие общества на основе равноправия и свободы слова. На её страницах публиковались обзоры печати, публицистика, беллетристика (включая произведения местных авторов), сообщения о театральной и музыкальной жизни Минска (в том числе о деятельности Минского литературно-артистического общества), а также коммерческая реклама и объявления. Наиболее резонансными публикациями стали критические материалы, направленные против газеты «Минское слово» и других реакционных изданий, и информация о судебных процессах над редакторами газет «Северо-Западный край», «Жизнь провинции», «Голос провинции», «Окраина» и «Минский курьер» (4 ноября 1908, 6—7 февраля и 5 мая 1909).
Издание освещало эстетические проблемы с точки зрения народничества. В спорах между сторонниками реализма и модернизма газета занимала компромиссную позицию. На её страницах публиковались литературно-критические заметки и обзоры творчества русских и белорусских писателей, художников и композиторов (Л. Андреева, М. Арцыбашева, С. Гарадецкого, Н. Гумилёва, М. Горького, А. Каменского, Я. Купалы, Л. Толстого, П. Чайковского, А. Чехова), а также зарубежных (М. Метерлинка, Ю. Словацкого). Были опубликованы материалы о юбилеях Н. Гоголя и И. Тургенева.